# 倉田保雄
倉田 保雄（くらた やすお、1924年3月19日 - 2011年11月18日）は、国際問題評論家、エッセイスト。

## 略歴
東京都生まれ。暁星中学を経て1945年慶應義塾大学経済学部卒業後、時事通信、ロイター、UPI通信社東京支局勤務。
1952年フルブライト留学生として米国留学。1953年共同通信に入社。ロンドン特派員、パリ支局長、編集委員。早稲田大学・慶大講師。
1989年から2002年までNHK「視点・論点」のコメンテーター。1994年フランス国家功労勲章（シュバリエ級）受章。ヨーロッパ特に英国、フランスについての著書多数。
2011年11月18日、虚血性心疾患のため死去。87歳没。

## 著書
- 夫婦留学 アメリカ通信（六興出版社、1953年）
- 女王のいる共和国イギリス（恒文社、1966年／「女王陛下と英国気質」、三修社文庫、1984年8月）
- セーヌのほとり パリ祭（ホンヤク出版社、1974年／廣済堂文庫、1995年2月）
- ジャポネとフランセ パリ特派員の日仏比較観察論（サイマル出版会、1975年）
- パリ探訪記 いつどこでなにを（倉田文子共著、三修社〈コロンブックス〉、1975年／三修社文庫、1983年6月）
- パリ・私のプルコワ 続・ジャポネとフランセ（サイマル出版会、1977年）
- エリセーエフの生涯 日本学の始祖（中公新書、1977年4月）
  - 夏目漱石とジャパノロジー伝説 「日本学の父」は門下のロシア人・エリセーエフ（近代文芸社、2007年4月）。改訂版
- ニュースの商人ロイター（新潮選書、1979年7月／朝日文庫、1996年1月）
- ジョンブルとマリアンヌ 現代ヨーロッパ診断（文藝春秋、1980年9月）
- エスプリ入門 ニュースのなかの微笑（朝日イブニングニュース社、1980年2月）
- 国際情報に強くなる 世界の動きの読み方（PHP研究所、1982年9月）
- エッフェル塔ものがたり（岩波新書、1983年4月）
  - エッフェル塔ミステリー（近代文芸社、2010年2月）。改訂版
- スクープ　国際報道の舞台裏（講談社現代新書、1985年10月）
- ナポレオンの馬 パリ特派員の週末（筑摩書房、1987年9月）
- ヤルタ会談 戦後米ソ関係の舞台裏（筑摩書房〈ちくまライブラリー〉、1988年7月）
- 新ジャポネとフランセ ボンジュールさん、こんにちは（サイマル出版会、1990年12月）
- 実話リーダー論（情報センター出版局、1991年5月）
- エープリル・フール物語（文藝春秋、1993年3月）
- ニュースの料理人 できたての世界史と煮詰めた情報（廣済堂出版、1994年4月）
- 女王陛下の英語 エレガンスとユーモア（講談社現代新書、1994年4月）
- なぜフランス人は自信満々なのか（海竜社、1998年2月）
- ナポレオン・ミステリー（文藝春秋〈文春新書〉、2001年8月）
- ヨーロッパ取材ノート（三修社、2004年3月）
- 世界の王室の真実（海竜社、2006年2月）

## 翻訳
- ケネディとともに12年（エベリン・リンカーン、宮川毅共訳、恒文社、1966年）
- ケレンスキー回顧録（アレクサンドル・ケレンスキー、宮川毅共訳、恒文社、1967年、改題「ロシアと歴史の転換点」）

## 参考
- 著書記載の紹介文